# (6491) 1991 OA
(6491) 1991 OA est un astéroïde Amor potentiellement dangereux découvert le 16 juillet 1991 par Henry E. Holt à l'observatoire Palomar.